# Ankhibhui
Ankhibhui – gaun wikas samiti we wschodniej części Nepalu w strefie Kośi w dystrykcie Sankhuwasabha. Według nepalskiego spisu powszechnego z 2001 roku liczył on 1478 gospodarstw domowych i 8090 mieszkańców (4258 kobiet i 3832 mężczyzn).